# Tarjeta J

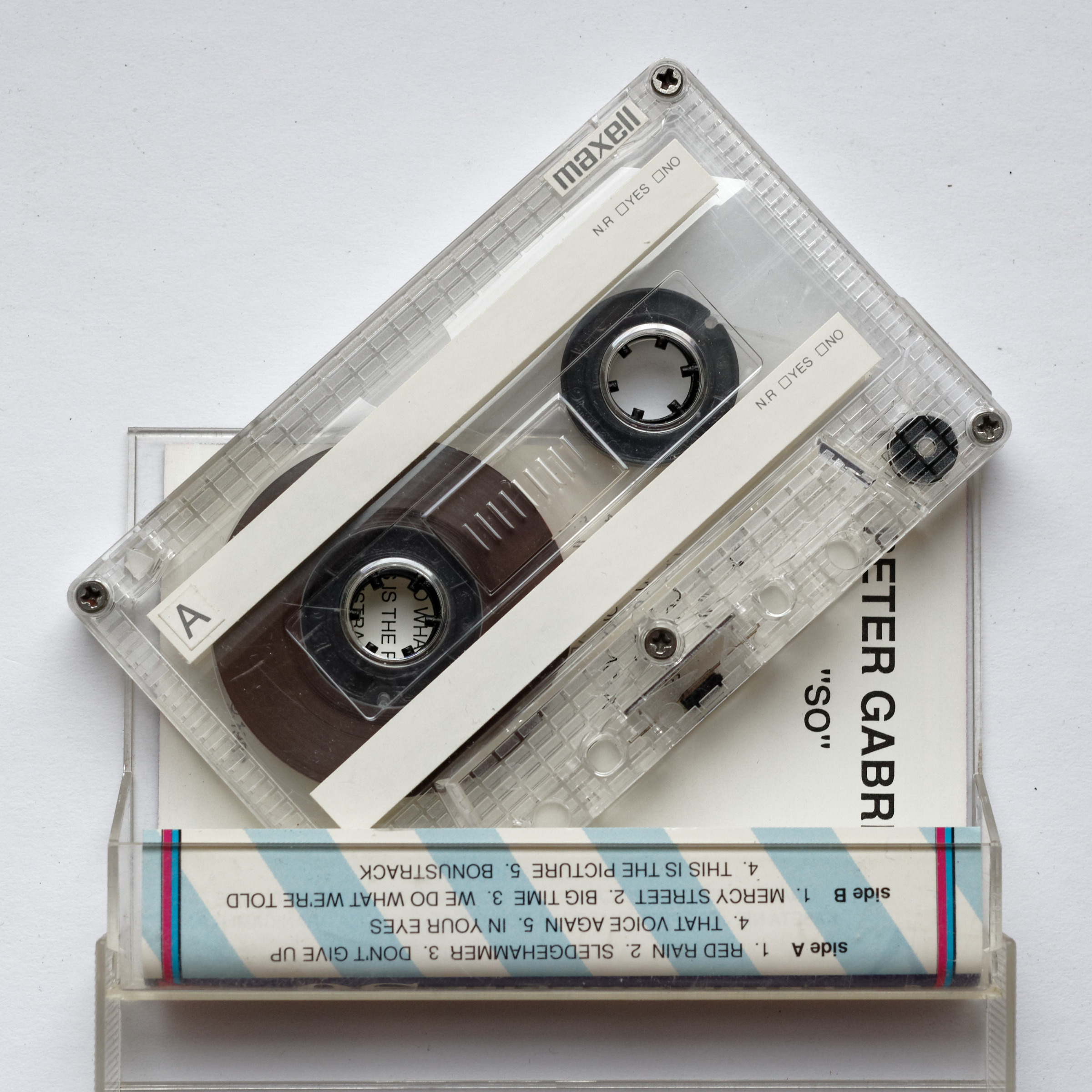
Tarjeta plegada en forma de "J" insertada en el estuche de una casete

Tarjeta de una casete con su plegado característico en forma de "J" (sombreado en rojo)

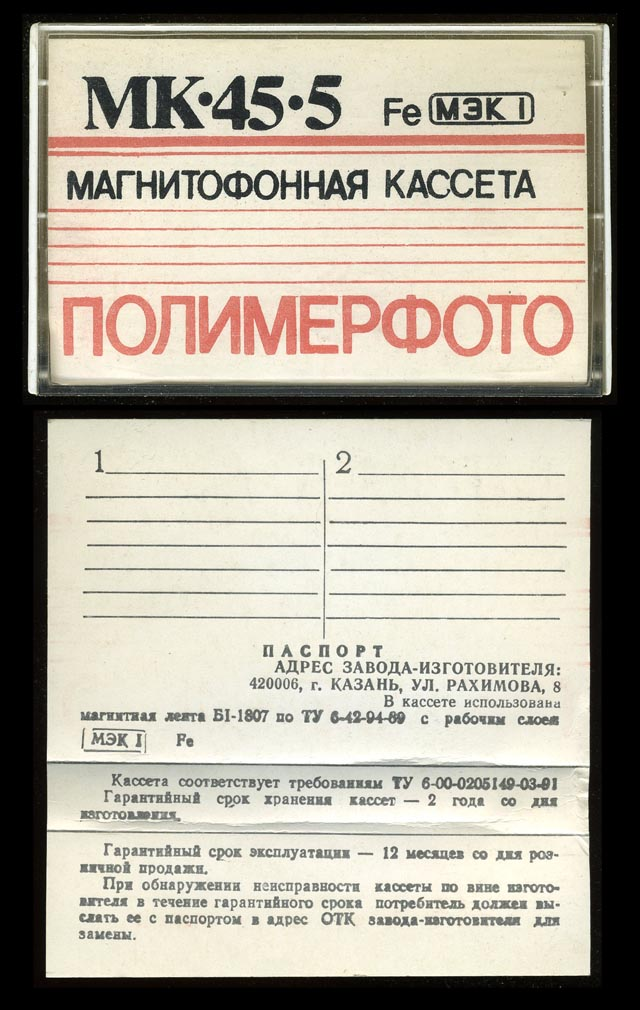
Caja y reverso de una tarjeta J de una casete soviética de 45 minutos

Una tarjeta J (J-card en inglés) es un rectángulo de papel grueso que se inserta convenientemente plegado en el estuche de plástico de almacenamiento de la mayoría de las versiones de casetes de audio, además de utilizarse posteriormente para recubrir el interior de las cajas translúcidas de formatos digitales como el DVD o el disco Blu-ray.
En el caso de las grabaciones musicales, la tarjeta J generalmente contiene una imagen de la portada del álbum, una lista de canciones, créditos e información de derechos de autor. La mayoría de las tarjetas J contienen el título del contenido en el lomo de la caja para poder ser localizadas más fácilmente cuando son almacenadas verticalmente.
Recibe su nombre del hecho de estar plegada con la forma de una letra "J" (cuando se ve desde un lateral) para quedar ajustada dentro de la caja del casete.
El término también pasó a denominar las cubiertas utilizadas con el formato CD-R. En la década de 1990, se utilizaron cubiertas de estilo similar en las cubiertas de CD para estuches individuales, que todavía se siguen usando.